# Katja Lange-Müllerová
Katja Lange-Müllerová (nepřechýleně Katja Lange-Müller, * 13. února 1951, východní Berlín) je německá spisovatelka.

## Biografie
Narodila se ve východním Berlíně, v městské části Lichtenberg, Helmutu Langemu a německé političce Inge Lange. V 16 letech byla kvůli imitování Waltera Ulbrichta, vysokého stranického funkcionáře, vyloučena ze školy. Následně se vyučila v oboru typografie, tj. sazečkou, posléze pracovala jako rekvizitářka, či jako sestřička na uzavřeném psychiatrickém oddělení.
V roce 1976 podepsala petici proti vyhoštění německého písničkáře Wolfa Biermanna. V letech 1979–1982 studovala na Lipském literárním institutu Johannese R. Bechera.
Jejím manželem byl spisovatel Wolfgang Müller, mladší bratr spisovatele Heinera Müllera.

### Přehled děl v originále (výběr)
K roku 2016 byla již dvakrát (2007 – finalista, 2016 – širší nominace) nominována na Německou knižní cenu.
- Drehtür: Roman. Köln: Kiepenheuer und Witsch Verlag, 2016. 224 S.
- Verfrühte Tierliebe. 1. vyd. FISCHER Taschenbuch Verlag, 2009. 144 S.

- Böse Schafe: Roman. 3. vyd. Kiepenheuer&Witsch Verlag, 2007. 208 S.
- Die Enten, die Frauen und die Wahrheit: Erzählungen und Miniaturen. Köln: Kiepenheuer und Witsch Verlag, 2003. 247 S.
- Die Letzten: Aufzeichnungen aus Udo Posbichs Druckerei. Köln: Kiepenheuer und Witsch Verlag, 2000. 135 S.
- Kasper Mauser - Die Feigheit vorm Freund: Erzählung. Kiepenheuer&Witsch Verlag, 1988. 94 S.

### Ostatní
- LANGE-MÜLLER, Katja (vyd.). Vom Fisch bespuckt: Erzählungen. Köln: Kiepenheuer und Witsch Verlag, 2002. 294 S

### České překlady
- Zlé ovce (orig. 'Böse Schafe'). 1. vyd. Brno: Host, 2009. 166 S. Překlad: Petr Štědroň